# Oosterwierum
Oosterwierum (officieel, Fries: Easterwierrum) is een dorp in de gemeente Súdwest-Fryslân, in de Nederlandse provincie Friesland. Oosterwierum ligt tussen Leeuwarden en Sneek, tussen de dorpen Mantgum en Rauwerd aan de Hegedyk en aan de Oosterwierumer Oudvaart. Ten zuiden van het dorp loopt de Zwette. In 2023 telde het dorp 320 inwoners.

## Geschiedenis
Het dorp is ontstaan op de plek van de huidige buurtschap Tsjerkebuorren, dat in 1319 werd vermeld als Aesterwerum. De buurtschap is ontstaan op een terp. Op deze terp stond een kerk, waarvan alleen de Kerktoren is overgebleven. In de 16e eeuw ontstaat ten zuiden van de terp een nieuwe buurtschap. De oorspronkelijke terp werd vervolgens Oosterwierum Hoochterp genoemd.
Het huidige dorp is ontstaan bij een brug. In 1840 werd de buurt Oosterwierummer Bruggebuurt genoemd en werd de terp Kerkburen genoemd. Het buurtje bij de brug groeide in de 20ste eeuw uit tot een komdorp, voornamelijk ten westen van de Hegedyk.
Tot 1 januari 1984 lag Oosterwierum in de gemeente Baarderadeel, daarna in Littenseradiel, en sinds 2018 in Súdwest-Fryslân.

## Kerken
Naast de overgebleven kerktoren in Tsjerkebuorren zijn er in het dorp twee andere kerken; de voormalige rooms-katholieke Sint-Wirokerk uit 1925 en de voormalige Hervormde kerk uit 1902. 
De neogotische Sint-Wirokerk is gebouwd naar ontwerp van architect Wolter te Riele en was de opvolger van de kerk uit 1792. De Hervormde kerk is gebouwd als vervanger van de in 1905 afgebroken kerk van Tsjerkebuorren.

## Sport
In Oosterwierum is een  kaatsvereniging, de Keatsferiening Easterwierrum. Daarnaast is er een badmintonvereniging It Hin en Wer.

## Cultuur
Het dorp heeft een toneelvereniging Op Nij Foriene en de fanfare Ons Ideaal. Jaarlijks vindt het Openluchtspel plaats in het dorp, met een aparte kinderversie.

## Onderwijs
Het dorp heeft een basisschool, De Fôlefinne (veulenwei) geheten.

## Bekende (ex-)inwoners
Onderwijskundige Wybrandus Haanstra (2 december 1841 – Leiden, 14 september 1925), die een aparte kleutermethodiek ontwikkelde was afkomstig uit dit dorp. Kunstenaar Ids Willemsma woont en werkt in het dorp. Schilder Jacobus Sibrandi Mancadan woonde ook kort in het dorp. 

### Geboren in Oosterwierum
- Wijbrandus Haanstra (1841-1925), onderwijskundige

## Openbaar vervoer
- Lijn 93: Sneek - Scharnegoutum - Deersum - Oosterwierum - Mantgum - Jorwerd - Weidum - Beers - Jellum - Boksum - Leeuwarden